# Scone Palace

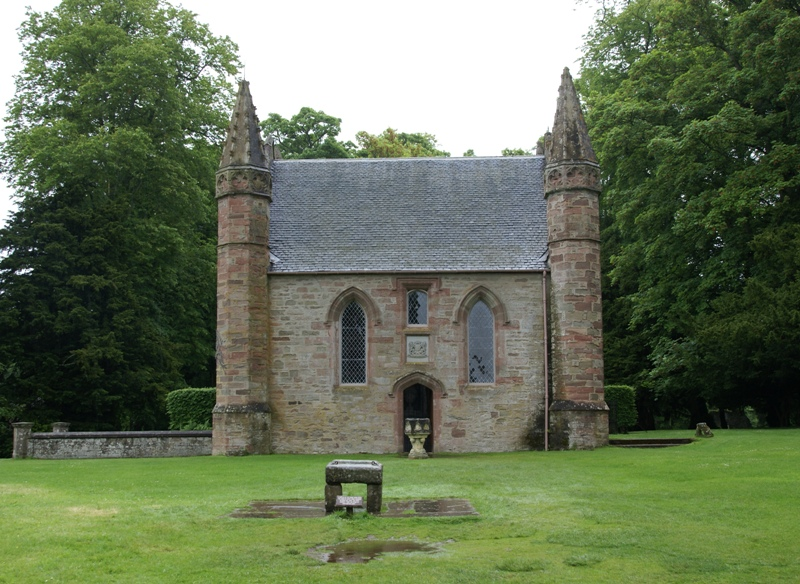
Moot Hill Chapel met ervoor een replica van de Stone of Scone.

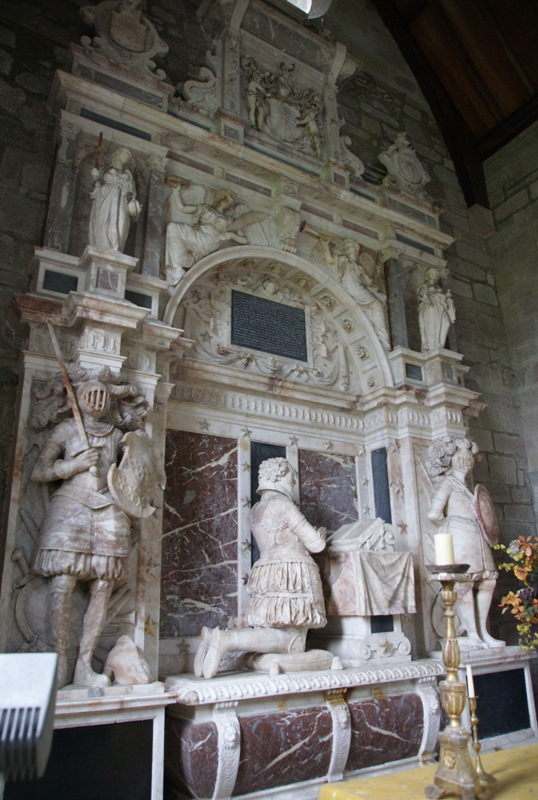
In de Moot Hill Chapel bevindt zich het grafmonument uit 1618 voor David Murray, eerste burggraaf van Stormont.

Scone Palace is een georgiaans paleis uit de vroege negentiende eeuw, gerealiseerd door het ombouwen van het zestiende-eeuwse paleis van Scone Abbey. Scone Palace is gelegen in Scone in de Schotse regio Perth and Kinross.

## Geschiedenis

### Scone als koninklijk centrum
Scone werd rond 500 de hoofdstad van Pictavia. In de zevende eeuw vestigde de priesterorde Céli Dé, ook wel Culdees genoemd, zich in Scone net als in bijvoorbeeld Muthill en Dunkeld.
In 710 besloot Nechtan, koning van de Picten, op Moot Hill in Scone dat de datum van Pasen moet worden berekend volgens de manier van de kerk van Rome en niet volgens die van de Columbaanse, Keltische kerk.
In 843 werd Kenneth I koning over Schotland inclusief Pictavia. Volgens de legende bracht hij de Stone of Scone mee, die op Moot Hill werd geplaatst. In 906 was de steen er in ieder geval; toen hield Constantijn II de eerste, schriftelijk vastgelegde raadsvergadering in Scone. De eerste officiële parlementsvergadering in Scone vond plaats in 1210. Tot halverwege de vijftiende eeuw zouden deze bijeenkomsten in Scone plaatsvinden. De Stone of Scone had zijn plaats in de Schotse kroningsceremonie. In 1292 werd John Balliol tot koning gekroond en vier jaar later nam Eduard I van Engeland de steen in beslag als oorlogsbuit. De Schotse koningen werden zonder de steen nog steeds te Scone gekroond tot aan Karel II van Engeland in 1651.

### Scone Abbey
In 1114 stichtte Alexander I een Augustijnse priorij in Scone. Het moederhuis was Nostell Priory in West Yorkshire. In 1163 of 1164 werd tijdens de regering van Malcolm IV de priorij verheven tot abdij. Scone Abbey viel onder het gezag van de bisschop van Dunkeld.
In 1559 aan het begin van de reformatie trok een menigte uit Dundee naar Scone Abbey om deze te verwoesten. John Knox wist dit in eerste instantie te voorkomen. De menigte kwam echter de dag erna terug en vernietigde Scone Abbey door deze in brand te steken.
In 1580 werd het gebied van Scone Abbey aan de familie Ruthven van Huntingtower gegeven. Deze familie herbouwde het paleis van de abdij. William, de vierde Lord Ruthven, werd in 1581 benoemd tot graaf van Gowrie.
In 1600 was Alexander Ruthven, derde graaf van Gowrie betrokken bij de Gowrie Conspiracy tegen Jacobus VI. Het complot werd verijdeld en zijn landerijen van Scone werden door Jacobus VI geschonken aan Sir David Murray van Gospetrie. In 1604 werd Sir David benoemd tot Lord Scone en in 1621 tot burggraaf van Stormont. In 1658 gingen de titels van Lord Scone en Burggraaf van Stormont over op een andere tak van de familie Murray, die al de titel Lord Balvaird voerden.
In 1776 werd William Murray, de vierde zoon van de vijfde burggraaf van Stormont, benoemd tot graaf van Mansfield.

### Scone Palace
In 1803 begon David, derde graaf van Mansfield het paleis van Scone Abbey te herbouwen als georgiaans paleis. De verbouwing kostte zestigduizend pond en duurde negen jaar. William Atkinson, een leerling van James Wyatt was de architect. In 1805 werd het dorp Scone zo'n drie kilometer verplaatst in verband met de aanleg van de nieuwe paleistuinen. John Claudius Loudon was de landschapsarchitect.
In 1939 werd Scone Palace gebruikt als meisjesschool en opvanghuis voor Poolse oorlogsvluchtelingen. In 1958 werd Scone Palace weer als residentie in gebruik genomen. In 1966 werd Scone Palace opengesteld voor publiek.

## Bouw
Scone Palace is gebouwd in georgiaanse stijl en heeft een rechthoekige plattegrond, die in de lengteas noordwest-zuidoost is gesitueerd. De hoofdingang bevindt zich aan de zuidkant van de lange, noordoostelijke zijde. Ten noorden van het paleis bevindt zich Moot Hill (ook wel Boot Hill genoemd) met daarop een neogotische kapel, grotendeels uit 1807. Erin bevindt zich een grafmonument uit 1618 gemaakt door Maximilian Colt ter herinnering aan David Murray, eerste burggraaf van Stormont. Ervoor staat een replica van de Stone of Scone. Het origineel bevindt zich in Edinburgh Castle.
Aan de oostzijde van de paleisgronden bevinden zich de oude stadspoort van Scone en het mercat cross (het koopliedenkruis) dat het marktplein markeerde.
Op de paleisgronden bevindt zich een hoge Douglasspar, gezaaid in 1826. Het zaad was uit Noord-Amerika gezonden door botanicus David Douglas (1799-1834) naar wie de soort werd genoemd.
Ook bevindt zich op de paleisgronden een doolhof in de vorm van een vijfpuntige ster zoals voorkomt op het familiewapen van de familie Murray. Het ontwerp is van Adrian Fisher. De doolhof is 65,5 meter breed en bestaat uit 2000 beuken, waarvan de ene helft groen en de andere helft koperkleurig is.
Scone Palace herbergt onder andere kunstwerken van Antoon van Dyck, David Teniers de Jonge en Joshua Reynolds; meubilair van André Charles Boulle en Jean Henri Riesener, Robert Adam en Thomas Chippendale; klokken van Pierre-Philippe Thomire; en porselein van Sèvres en Meißen.

## Beheer
Scone Palace is eigendom van William David Murray, achtste graaf van Mansfield, dertiende burggraaf Stormont en Lord Scone, elfde Lord Balvaird.